# 몬주이크 마법의 분수

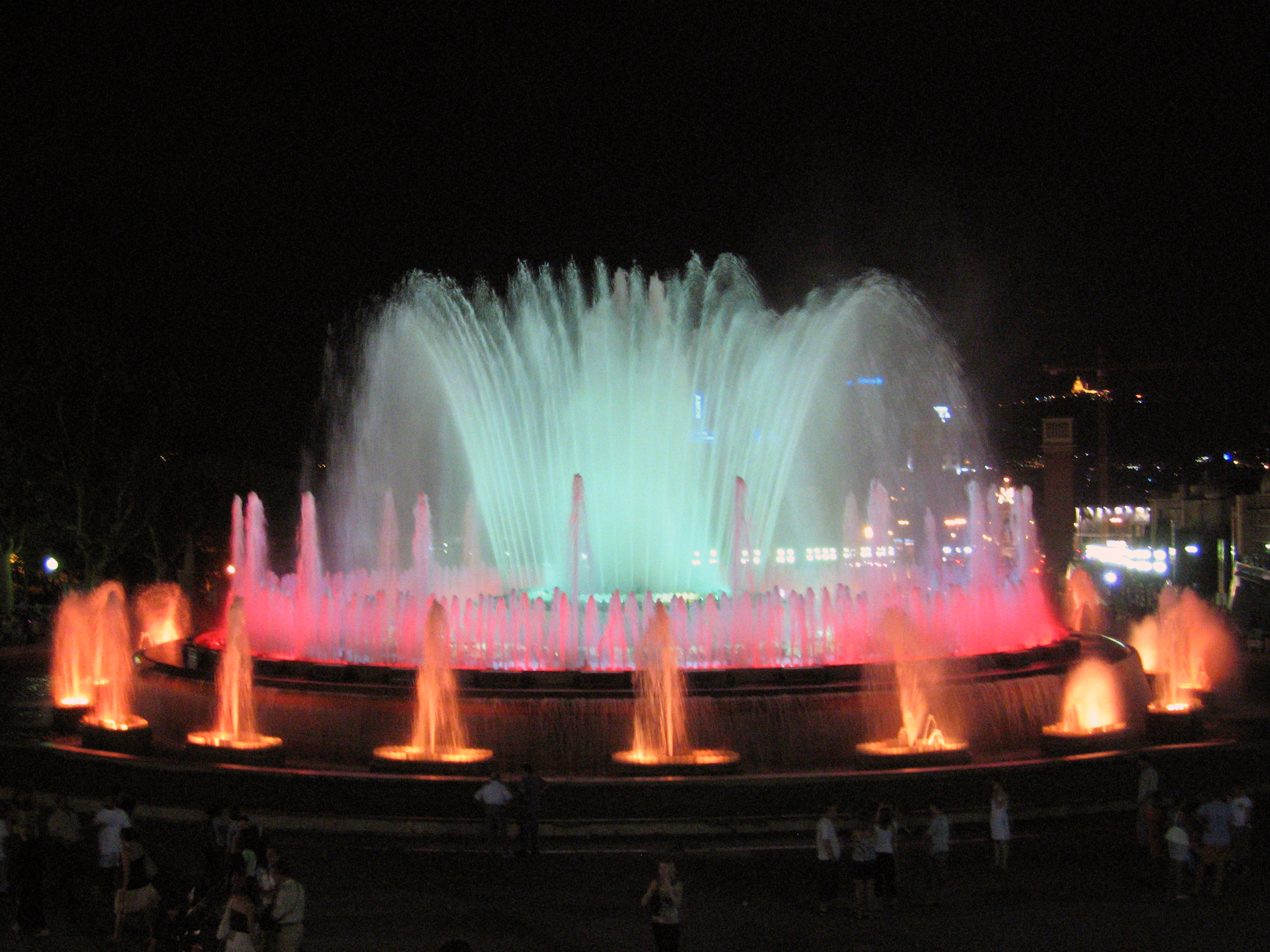
몬주이크 마법의 분수

몬주이크 마법의 분수(카탈루냐어: Font màgica de Montjuïc, 스페인어: Font màgica de Montjuïc)는 스페인 바르셀로나 몬주이크의 분수이다.